# Arbetande folkets progressiva parti
Arbetande folkets progressiva parti, Ανορθωτικό Κόμμα Εργαζόμενου Λαού (AKEL) är ett cypriotiskt kommunistiskt parti, grundat 1943 av tidigare partimedlemmar av det förbjudna Cypriotiska kommunistpartiet (bildat 1926). 
Senare blev generalsekreterarna Ploutis Servas och Adam Adamantos borgmästare för städerna Limassol respektive Famagusta.
I parlamentsvalet 2006 fick partiet 32 % av rösterna och blev största parti.
I presidentvalet den 24 februari 2008 fick AKEL:s partiledare Dimitris Christofias 53,36 % av rösterna i den avgörande valomgången. Han utsågs därmed till Cyperns president.